# Fredrik Berndtson
Fredrik Berndtson, född 27 april 1820 i Falun, död 2 november 1881, var en svensk-finländsk författare och översättare. Han var far till konstnären Gunnar Berndtson.

## Biografi
Fredrik Berndtson föddes i Falun. Han tog studenten i Uppsala 1839 och flyttade hösten 1840 med familjen till Finland, där fadern hade fått anställning. Fredrik Berndtson började 1842 studera humaniora vid universitetet. På två år blev han filosofie magister och på fem år doktor. Han var verksam som tidningsman, docent i estetik vid Helsingfors universitet samt tjänsteman vid generalguvernörskansliet. Berndtson skrev dikter, noveller och skådespel och var även en flitig översättare. I skådespelet Ur lifvets strid (1851) skildrar han händelser ur 1808 års krig. En samling Dramatiska studier och kritiker utkom 1879 och Valda dikter 1882.

### Översättningar
- Michel Masson: Namnkunniga barn eller berättelser om barn från alla tider och alla länder, hvilka gjort sig minnesvärda genom olycka, fromhet, snille, kunskap och färdigheter (Wikberg, 1865)
- Adalbert Kuhn: Det skönas idé i dess utveckling hos de gamla intill våra dagar (Wikberg, 1865)
- Pierre de Beaumarchais: Figaros bröllop: komedi i fem akter (Le mariage de Figaro) (Wikberg, 1865)
- Benjamin Franklin: De första begreppen i statshushållningen innehållande Fader Richards visdom af Benjamin Franklin, statshushållningen i en lektion af Fredrik Bastiat samt sammandrag af statshushållningens grunder jemte ordbok af Joseph Garnier (1866)